# Edward Bradford Titchener

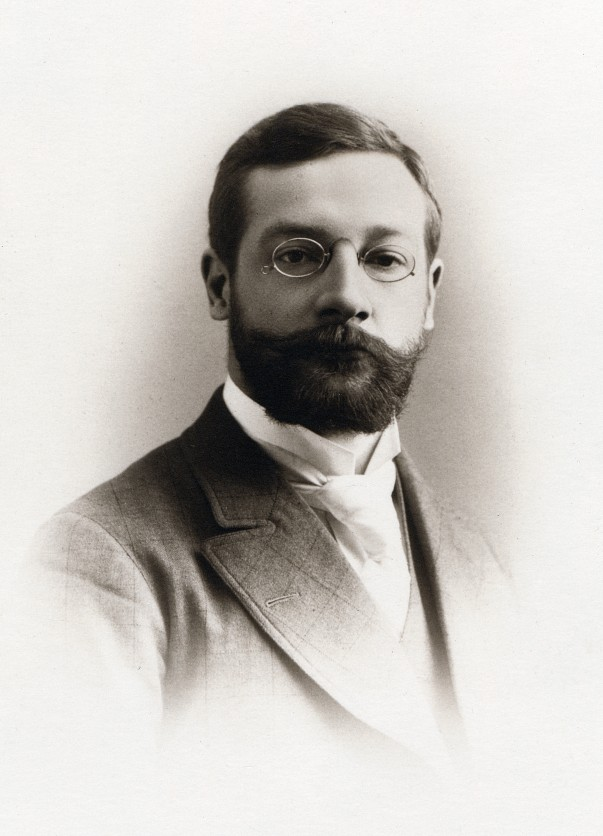
Edward Bradford Titchener

Edward Bradford Titchener (ur. 11 stycznia 1867 w Chichester, zm. 3 sierpnia 1927 w Ithace) – brytyjsko-amerykański psycholog, uczeń Wilhelma Wundta, uważany za twórcę strukturalizmu. Od 1892 w Stanach Zjednoczonych; profesor Cornell University, kierownik tamtejszego laboratorium psychologicznego. Członek założyciel Amerykańskiego Towarzystwa Psychologicznego. Autor czterotomowego podręcznika psychologii eksperymentalnej.

## Wybrane prace
- Experimental psychology (1901-05)
- A primer of psychology (1903)
- Lectures on the elementary psychology of feeling and attention (1908)
- Lectures on the experimental psychology of the thought-processes (1909)
- A text book of psychology (1910)
- Systematic psychology: prolegomena (1929)